# Infravörös fényképezés

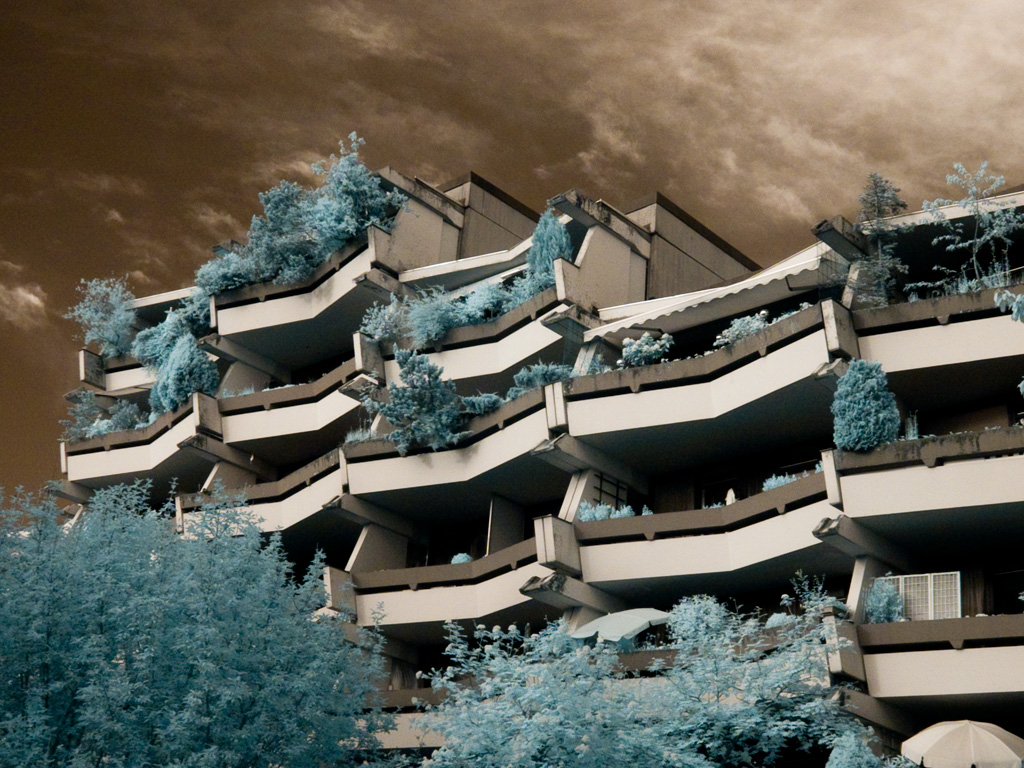
Panelház (720 nm)

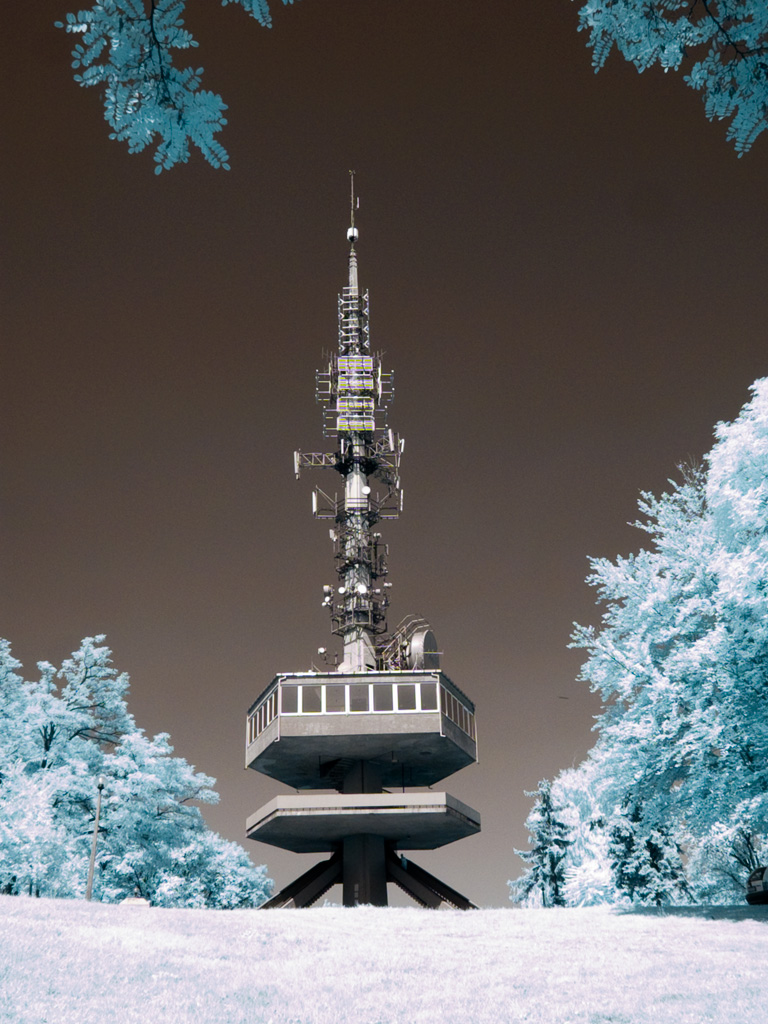
Az avasi kilátó infravörösben (720nm)

Az infravörös fényképezés az elektromágneses spektrumnak a látható fény és hősugárzás között húzódó, közeli infravörösnek nevezett hullámhossztartományában történő képrögzítést jelenti. A kifejezés az esetek túlnyomó részében a közönséges, illetve minimális mértékben módosított fotográfiai eszközökkel és néhány speciális kiegészítővel megvalósítható 700 nm és 1 μm közötti, művészi vagy tudományos célú fényképezésre utal, mely az amatőrök körében is népszerű. Jelen szócikk is e területtel foglalkozik. Az ennél nagyobb hullámhosszok érzékeléséhez már különleges berendezésre van szükség, emiatt gyakorlatilag csak tudományos, ipari és katonai célokra használatos. Az infravörös fényképezés nem tévesztendő össze a lényegesen nagyobb, termikus infravörösnek nevezett hullámhossztartományban történő, és sokszor hasonlóan nevezett hőképalkotással.

## Terminológia

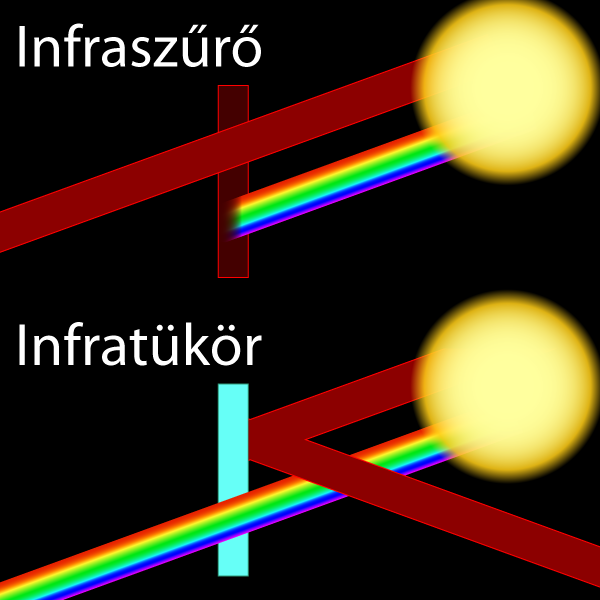

Amikor az infravörös fényképezés technikai hátterét tárgyaljuk, fontos, hogy az infravörös fényt átengedő, a látható fényt pedig kirekesztő szűrőket egyértelműen megkülönböztessük azoktól, melyek ellentétes hatást fejtenek ki, vagyis kizárólag a látható fényt engedik át. Ezért a látható fényt elnyelő és az infravörös fényt áteresztő szűrőket infraszűrőnek, míg a látható fényt átengedő, az infravörös fényt pedig visszaverő (és ezáltal kirekesztő) darabokat helyesen infratükörnek nevezzük, utalva ezzel eltérő működési elvükre. Megjegyzendő, hogy nagyon ritkán abszorpciós elven működő infrablokkolókkal is találkozhatunk; ezek bármilyen szögből nézve türkiz színű üvegdaraboknak tűnnek.
Mivel az infravörös fényképezés hazánkban egyelőre nem igazán terjedt el, mind a tájékozódást, mind pedig a szűrők beszerzését megkönnyíti, ha ismerjük ezek angol és német elnevezéseit. Az infraszűrők elnevezése angolul infrared filter, németül Infrarotfilter vagy Schwarzfilter. Az infratükröket angolul infrared blocker/cut filter vagy hot mirror, németül Infrarot-Sperrfilter néven keressük. Az infrared/Infrarot szavakat mindkét nyelven gyakran IR-nek rövidítik.

## Jellemzői és alkalmazása

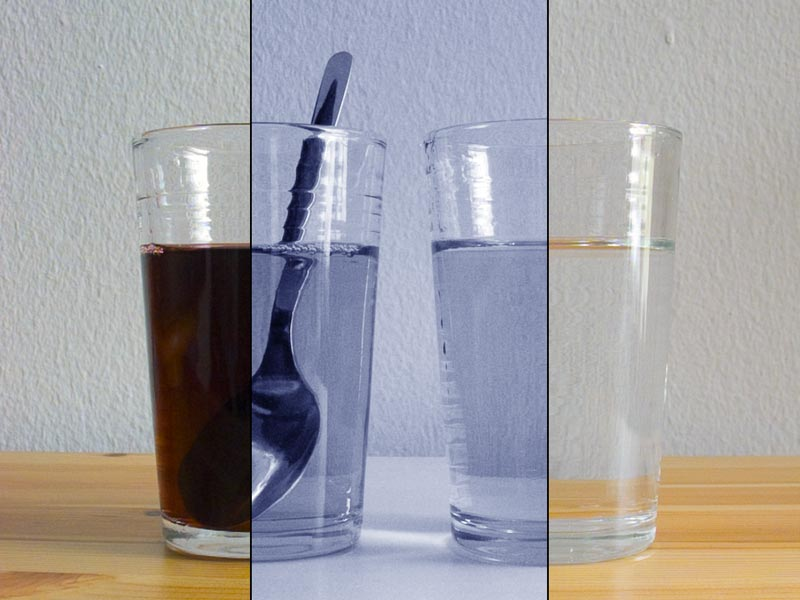
Infravörösben (középső sáv) a feketeribizli-lé ugyanolyan átlátszó, mint a tiszta víz

A fény ezen tartományának viselkedése nagyon hasonló a látható fényéhez, így az infravörös képek – ellentétben a hőképekkel – jellegükben a hagyományos fekete-fehér fényképekre hasonlítanak. Viszont sok tárgy fényvisszaverő, illetve fényelnyelő képessége jelentősen eltér a megszokottól, ami mind tudományos, mind pedig művészeti szempontból érdekessé teszi.

### Szóródás
Az infravörös fény egyik legszembetűnőbb tulajdonsága, hogy a levegőben, illetve annak páratartalmában alig szóródik (lásd: Rayleigh-szórás), ezért a tiszta égbolt egészen sötét, és a távoli, szürkeségbe vesző objektumok is tisztán, élesen látszanak. A felhők ezzel szemben világosak, a köd pedig átláthatatlan, mivel ezek nem vízpárából, hanem 10-20 μm-es vízcseppekből állnak, melyek méretüknél fogva az infravörös fényt is szórják (lásd: Mie-szóródás). A felhők a sötét égen annyira feltűnőek, hogy komoly hatással lehetnek egy-egy kép hangulatára, sőt, akár a kompozíció fontos részei is lehetnek.

### Visszaverődés, elnyelődés
Hasonlóan szokatlanul néznek ki a növények: élő, nem fás részeik olyan világosak, mintha vastag dér borítaná őket. Ezt a Wood-effektusnak nevezett jelenséget a növényi színanyagok átlátszósága okozza, és fontos szerepet játszik a növények hőháztartásában. A víz ezzel szemben kevésbé átlátszó az infravörös fény számára: már egy pohárnyi is szürkésnek tűnik, mintha nem lenne teljesen tiszta, a mélyebb víztestek pedig feketék. Ez az oka annak is, hogy a felhők mintázata sokkal markánsabb, és gyakran még a számunkra teljesen üres szürke égen is látni „valamit”.
Az emberi bőr lágy rajzolatú, simának, hibátlannak tűnik, emellett kissé áttetsző, opálos. Ez a portréknak és az esküvői felvételeknek sajátos, álomszerű hatást kölcsönöz. Megfelelő fényviszonyok esetén a bőrfelszínhez közeli vénák is kirajzolódhatnak, ami esztétikailag nem igazán kedvező, azonban a XX. század közepén az orvostudomány számára hasznos diagnosztikai eszközt jelentett. Hasonlóképpen a leborotvált arcszőrzet körvonala is kirajzolódhat, mintha az illető borostás lenne.

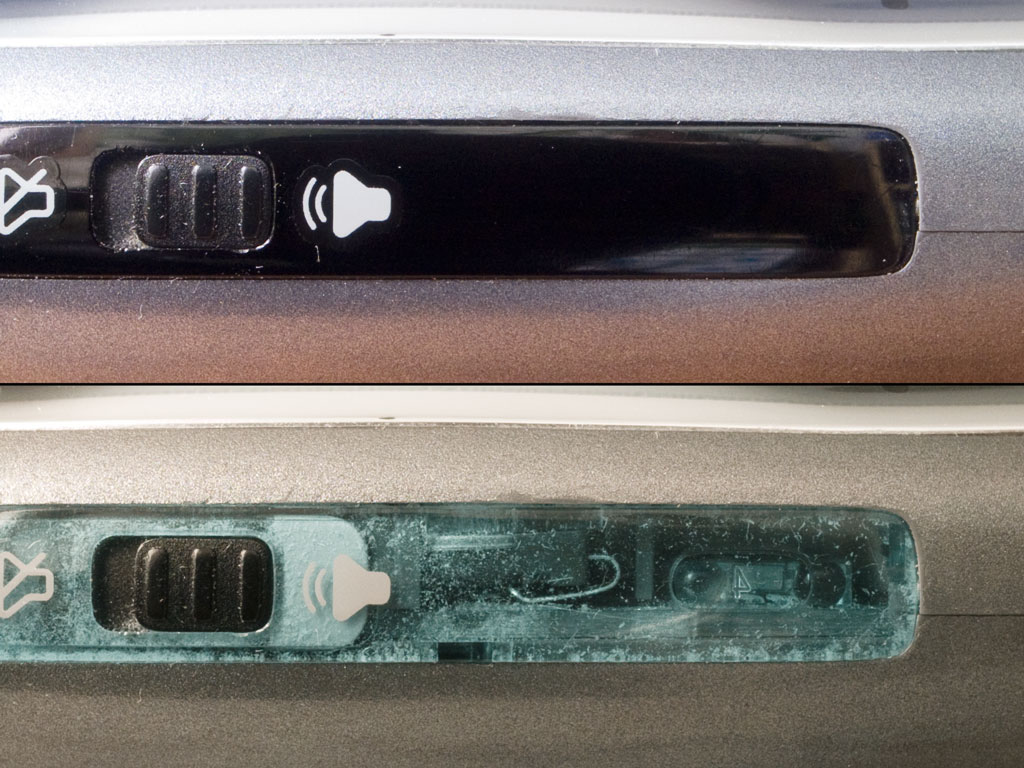
A telefon infraportját látható fényben fekete, de a közeli infravörös tartományban átlátszó műanyag borítja

A színes, de átlátszó tárgyak és folyadékok sok esetben víztisztának tűnnek, legyenek bármilyen sötétek a látható tartományban. Bizonyos fekete színű bogyókban (pl. alkörmös) látni lehet a magvakat. Az ATM-eken gyakran látható csillogó fekete négyzet vagy ellipszis nem más, mint infravörösben átlátszó ablak, ami a berendezés biztonsági kameráját rejti. Az így kapott kép természetesen magán viseli az infrafotók minden furcsaságát, cserébe viszont közvetlen közelről mutatja a mit sem sejtő felhasználó, azaz a potenciális bankkártyatolvaj arcát. Egyes tinták igen halványak, vagy akár láthatatlanok; egy nyomdai úton vagy lézernyomtatóval készült oldal filctollal kihúzott részeit gyakran minden további nélkül el lehet olvasni. Ez a legtöbb hajfestékre is igaz, így egy infrafotón azonnal észrevehető, ha valakinek eredetileg világos vagy szőkített a haja van. Sok olyan tinta és festék van, ami látható fényben egyformának tűnik, de infravörösben jól látható különbség van közöttük. Ez a hamisítások felderítésében nyújthat segítséget, mivel sokszor további, költséges és időigényes vizsgálatok nélkül is kimutatható, ha a szöveg valamely részét más tintával írták. Korszerű technika alkalmazásával az effajta vizsgálat mindössze néhány másodpercet vesz igénybe, így például egy határátkelőhelyen egy célgép segítségével valamennyi úti okmány rutinszerűen ellenőrizhető. Dokumentumok hamisítás elleni aktív védelmét is szolgálhatja az azonosnak tűnő, de infravörösben egymástól eltérően viselkedő festékek egyidejű használata. Németországban például így védik a visszaváltható palackok gépi azonosítását szolgáló jelölést. Bizonyos olajfestékek szintén áttetszőek, ami esetenként lehetővé teszi a festmények előrajzolatainak, korrekcióinak vizsgálatát. Az archeológia rutinszerűen használja elfeketedett papírok tartalmának, valamint mumifikálódott holttestek tetoválásainak vizsgálatára. Egyes esetekben az elégett, de még egyben lévő papírok tartalma is lefényképezhető.

### Emisszió

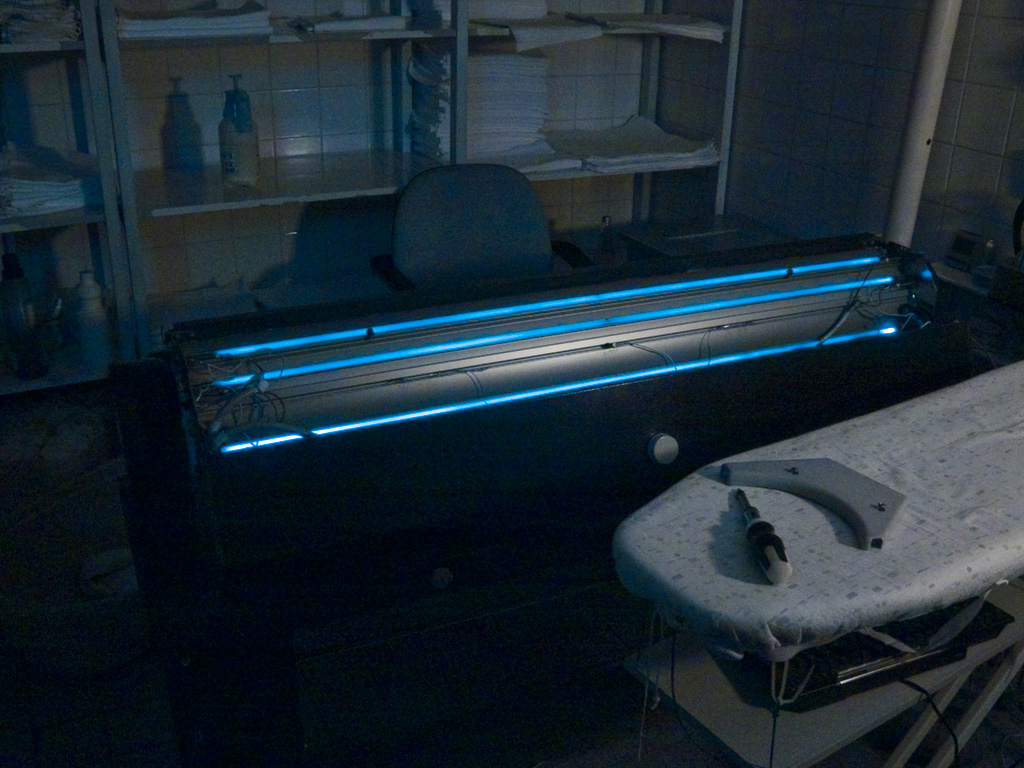
Az infravörös felvételen jól kivehető, hogy melyik fűtőtest melegszik túl. A legfényesebb területek elhelyezkedése egybeesik a mángorló hengerén keletkezett elszíneződésekkel

A forró tárgyak izzása e hullámhossztartományban lényegesen alacsonyabb hőmérsékleten kezdődik, mint látható fényben. Ez jelentősen megkönnyítheti bizonyos alkatrészek (például fűtőtestek) vizsgálatát. A szócikk eredeti szerzőjének kísérlete alapján egy öntöttvas főzőlap izzása gyenge fényviszonyok mellett az 1 µm-ig terjedő infravörös tartományban már 360 °C körül észlelhető, míg a szabad szemmel látható mélyvörös izzás 500 °C-nál kezdődik.
Az infravörös fényképezés mindemellett elsődleges eszköze az infravörös fluoreszcencia észlelésének, ami elsősorban az archeológia és az igazságügy számára kínál egyszerű, olcsó és roncsolásmentes vizsgálati lehetőségeket. Segítségével például az olvashatatlanná vált vagy tett írás bizonyos esetekben lefényképezhető. A tinták fluoreszcens viselkedése további támpontot jelenthet azonosságuk vagy különbségük megállapításánál.

### Orvosi alkalmazások
A megfelelően elkészített infravörös képeken a néhány milliméterrel a bőrfelszín alatt húzódó vénák is kirajzolódnak, elősegítve bizonyos érrendszeri elváltozások korai észlelését. Az égési var szintén áttetsző, ami lehetővé teszi a terület vérellátásának vizsgálatát, a gyógyulási folyamat nyomon követését. Hasonlóképpen át lehet látni a szürkehályogon és a vérrel szennyezett üvegtesten, így megfigyelhető többek között az írisz és a szemfenék állapota.
E megállapítások mindegyikét évtizedekkel ezelőtt tették; az infravörös fényképezés akkoriban nehézkes, lassú és költséges eljárás volt, diagnosztikai alkalmazása pedig viszonylag szűk területekre korlátozódott, ráadásul sokkal jobb képalkotó eljárások kerültek kifejlesztésre, így a kilencvenes évekre teljesen feledésbe merült. Érdemes megjegyezni, hogy az infravörös fényképezés ezen hátrányai napjainkra teljesen eltűntek, és figyelembe véve a szükséges felszerelés egészségügyi mércével mérve elenyésző költségét, illetve rögtönözhetőségét, nem kizárt, hogy a fejlődő, vagy háború sújtotta országokban napjainkban is hasznos diagnosztikai segédeszköz lehetne.

### Alkalmazása megfigyelési, felderítési célokra
A vakut infraszűrővel letakarva annak fényét e láthatatlan hullámhosszokra korlátozhatjuk, lehetővé téve például éjszakai állatok megfigyelését azok zavarása nélkül. Erre a német nyelvben külön szakkifejezés is született: dunkelblitz, ami szó szerint „sötétvakut” jelent. Értékes szűrőt ne használjunk erre a célra, mert az erős villanások lassan, de biztosan tönkreteszik. Az egyik legjobb megoldást a későbbiekben tárgyalt diafilm-szűrő jelenti.
Az első világháború során az amerikaiak légi felderítési célokra használták: az akkori álcák ebben a tartományban sokszor egyáltalán nem simultak bele a környezetükbe. Manapság erre természetesen odafigyelnek, ezenkívül sokkal fejlettebb felderítési technikák állnak a harcoló felek rendelkezésére, azonban a nem katonai célra gyártott terepszínű tárgyakat továbbra is könnyű észrevenni. Ennek például – élőképet szolgáltató eszköz alkalmazásával – geocaching vagy airsoft-„háború” során vehetjük hasznát. Mivel egyetlen ismert szárazföldi élőlény sem lát ebben a tartományban (a kígyók infravörös látása a termikus tartományba esik), ugyanez sok esetben az állatok természetes álcájára is igaz, ami jelentősen megkönnyítheti például az állományuk felmérését.
Mindemellett infravörösben tökéletesen át lehet látni a fémréteggel nem rendelkező napszemüvegeken, valamint a sötétített autóüvegeken.

### Műszaki alkalmazások

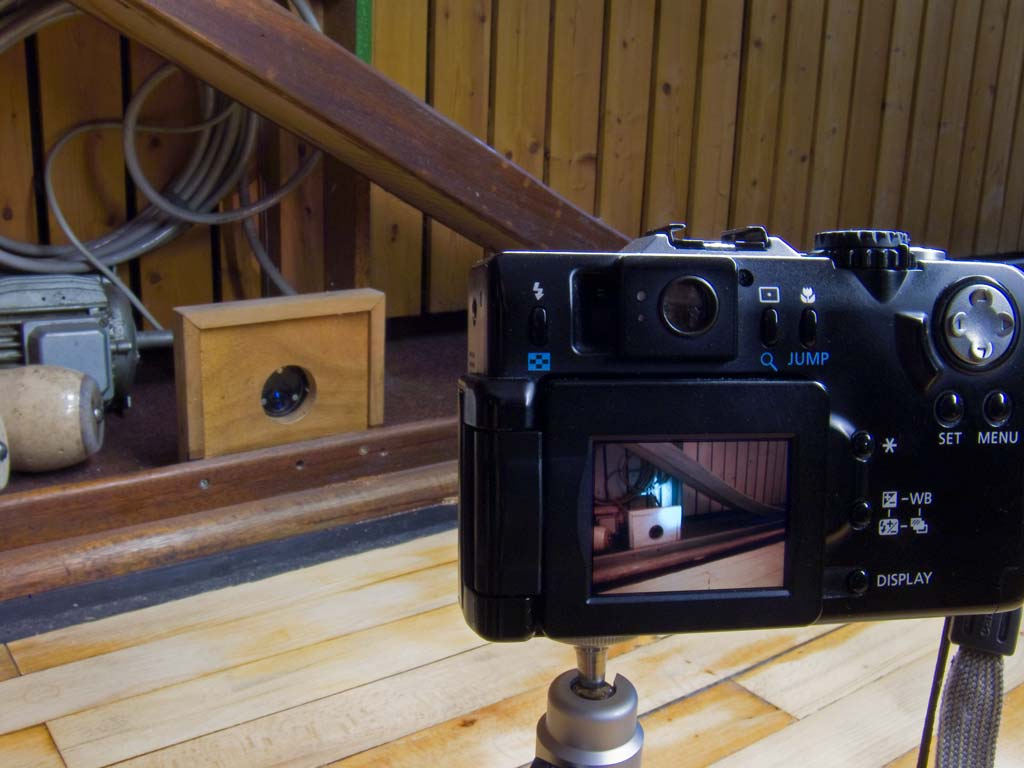
Fotocella beállítása infrafotózásra átalakított fényképezőgép segítségével

Egy, az infravörös fényre érzékeny digitális fényképezőgép vagy kamera nagyban megkönnyíti például az infravörös jeladók működőképességének vizsgálatát, valamint az infravörös helyzetkapcsolók és infrasorompók beállítását. Amennyiben élőképet is szolgáltat, a szenzor érzékelési tartományán belül tökéletesen kiváltja a rendszerint kevésbé érzékeny és sokkal körülményesebben használható fluoreszcens detektorkártyákat. Ezenkívül -jobb eszköz hiányában- alkalmas az (elsősorban távol-keleti importból származó) selejtes DPSS lézerek kiszűrésére, melyek hibájukból kifolyólag igen erős infravörös (808 nm) sugarat is kibocsátanak, ami miatt rendkívül veszélyesek (ez ellen a látható fényű lézerekhez tervezett védőszemüvegek semmiféle védelmet nem nyújtanak!).
A jobb oldali képen egy tekepálya beállításra szoruló fotocellás kapuja látható, egy 720 nm-es szűrővel ellátott infraérzékeny fényképezőgép társaságában. Utóbbi kijelzőjén a fotocellát működtetni hivatott kis teljesítményű izzólámpa gyenge, számunkra alig észrevehető, de jelentős mennyiségű közeli infravörös sugárzást is tartalmazó fénye élesen elkülönül a tekepályát megvilágító, infravörösben alig sugárzó fénycsövekétől. E segítség hiányában ezeket ki kellett volna venni vagy le kellett volna takarni, mivel kikapcsolni csak a tekegéppel együtt lehet. A modernebb gépeken található infrakapukat pedig teljesen vakon kellene beállítani, mivel azok egyáltalán nem bocsátanak ki látható fényt.

### Fókuszálhatóság
Az infravörös fényt a közönséges fényképezőgépekben használatos lencsék jól áteresztik és fókuszálják, nincs szükség speciális objektívre, mint az UV-fotózásnál. A fókusz azonban valamelyest eltér a látható fényétől; az apokromatikus lencséknél ez az eltérés lényegesen kisebb, mint az akromatikusoknál. A régebbi objektívek fókuszgyűrűjénél gyakran látni egy második, piros színű jelölést; infrafotózáskor ennél kell beállítani a megfelelő távolságot. Az autofókuszok közül sajnos csak a kontrasztérzékelésen alapuló megoldás működik pontosan. Ezt a kompakt, valamint a Live View üzemmódban lévő tükörreflexes gépek használják. A tükörreflexes gépek hagyományos, fázisérzékelésen alapuló autofókuszrendszere az objektívre felhelyezett infraszűrővel üzemképtelen, beépített szűrő esetén pedig a látható fényhez fókuszál (egyes gépek tüköraknájában található egy csavar, amivel az autofókusz utánállítható).

## Története
Az első infravörös fényre érzékeny fotólemezt Robert Williams Wood készítette 1910-ben. Ez még igen csekély érzékenységgel bírt, ragyogó napfényben is több másodperces expozíciókra volt szükség, ami nagyban korlátozta a használhatóságát. A technológia azonban, miután potenciális katonai jelentőségét felismerték, gyorsan fejlődött, így az első világháborúban az amerikaiak már infravörös légifotókon tanulmányozták az ellenséges csapatok elhelyezkedését. Az első, polgári célra gyártott infravörös filmek a harmincas években kerültek forgalomba, de magas áruk, romlékonyságuk és körülményes, sok tapasztalatot igénylő használatuk miatt sosem váltak igazán népszerűvé. Érzékenységük is jócskán elmaradt a hagyományos filmekétől, mivel az infravörös fény alacsony energiája miatt kevésbé képes kémiai változásokat előidézni. Az első igazán jól használható infravörös film az 1954-ben piacra dobott Kodak High Speed Infrared (HIE) volt, ami erős szemcsézettség és jellegzetes fényudvarok árán lényegesen nagyobb érzékenységgel bírt elődeinél.
Az infrafotózás aranykora kétségkívül az 1960-as években volt; a különös képek jól illeszkedtek a kor pszichedelikus esztétikájához, számos korabeli hanglemezborítón találunk jellegzetes infravörös képeket. Ekkorra már a tudomány is felfedezte a benne rejlő lehetőségeket. Kifejezetten ilyen célokra készült a Kodak Ektachrome Infrared (EIR), mely az infravörös fényt vörössel, a vöröset és a zöldet pedig zölddel és kékkel jelenítette meg. Bár színvilága kissé bizarr volt, természetesen művészi képek is készültek rá. Ez volt egyébként a valaha létezett legromlékonyabb nyersanyag: fagyasztóban kellett tárolni, szobahőmérsékleten egy hét volt a szavatossága, exponálás után pedig ajánlatos volt két napon belül előhívatni.
A fotózástól kissé elkanyarodva és pár évvel visszatekintve érdemes megemlíteni, hogy a negyvenes-ötvenes években a mozgóképipar is használt speciális, nagy érzékenységű infravörös nyersanyagot, egyrészt túlvilági hatások eléréséhez, másrészt pedig éjszakainak tűnő jelenetek nappali forgatásához a kisebb költségvetésű fekete-fehér filmekben („amerikai éjszaka”). Akkoriban ugyanis a valódi éjszakai felvételekhez darun elhelyezett, több kilowatt teljesítményű mesterséges világításra volt szükség, ami tetemes költségekkel járt.
Később, ahogy a fényképezés a legtöbb ember számára kattogtatássá vedlett, az infravörös fotózás is jelentősen visszaszorult. A kilencvenes évek elején már csak a Kodak és a Konica gyártott infrafilmet. Ezt egy kisebb, rövid életű fellendülés követte. Időközben piacra kerültek az első digitális fényképezőgépek. Ezek a kezdeti modellek ideálisak lettek volna az infrafotózás népszerűsítésére, ugyanis még gyári állapotukban is viszonylag érzékenyek voltak az infravörös fényre. Mindössze egy infraszűrőt kellett felhelyezni, és a továbbiakban egy közepes infrafilm érzékenységével lehetett fényképezni, a digitális technika minden előnyével, és persze akkori hátrányával. Azonban a digitális fényképezőgéppel rendelkező, az infrafotózás iránt érdeklődő, valamint e lehetőségről tudomással bíró emberek halmaza igen kicsi volt.
A hírverés 1998-ig váratott magára, amikor a Sony piacra dobott gyenge fényviszonyok mellett is használható videókamerát, melyben a maximális érzékenység eléréséhez az infratükröt ki lehetett emelni a fény útjából. Ezt nappali fényben kipróbálva még infraszűrő felhelyezése nélkül is azonnal észre lehetett venni például a növények szokatlan fehérségét, ami talán szélesebb körben felkelthette volna az érdeklődést e láthatatlan hullámhosszok és a bennük rejlő kreatív lehetőségek iránt. Sajnos a történet ehelyett igen rút fordulatot vett. Néhányan ugyanis rájöttek, hogy a műszálas ruhák egy része infravörösben kissé áttetsző, a fehérnemű kontúrja áttűnhet rajta (lásd lejjebb). Amerikában ebből komoly botrány lett, a média pedig világszerte a tőle megszokott szenzációhajhász módon tudósított, (bármilyen) ruhán (tisztán) átlátó, embereket „levetkőztető” infravörös röntgenkameráról (sic!) beszélt. Az infravörös fotóművészetről és az évtizedek óta kapható infrafilmekről véletlenül sem ejtettek szót – ahogy arról sem, hogy ugyanez a probléma számos biztonsági kamerával is előfordulhat. A gyártó az érintett sorozatot azonnal visszahívta, és a későbbi változatokban ezt a funkciót alkalmatlanná tette a normál fényviszonyok között történő használatra. Közben, ahogy azt már megszokhattuk, olyan városi legendák is szárnyra kaptak, hogy a vissza nem küldött példányokra a rendőrség vadászik, és a feketepiacon több tízezer dollárt érnek. Nem csoda, hogy ezek után az infravörös képalkotás valami beteges célokra való, botrányos, sőt, talán tiltott dologként került be a köztudatba, és a téma évekre ellehetetlenült. Ennek kapcsán egyébként még napjainkban is előfordulhatnak bizonyos félreértések.
Miközben a botrány lassan lecsengett, a fényképezőgépekbe egyre erősebb infratükrök kerültek. Ez természetesen nem az említett események miatt történt, hanem a jobb színvisszaadás érdekében, ám ettől függetlenül egyre nehezebben lehetett velük infravörös képeket készíteni. Azonban a világhálónak köszönhetően egyre többen szereztek tudomást az infrafotózásról, illetve jöttek rá legitim alkalmazási lehetőségeire, így a népszerűsége ismét feltörekvőben volt. Később, ahogy a fényképezőgépek ára tovább esett, miközben a tudásuk napról napra nőtt, egyre több példány került ki működőképesen a használatból. Ezzel az átalakított fényképezőgép, mely a normál fényképezésnél megszokott kényelmet és szabadságot nyújtja, sok infrafotós számára reális lehetőséggé vált. Megjelentek az első átalakítással foglalkozó vállalkozók. Az infravörös fényképezés jelenleg a reneszánszát éli, népszerűbb, mint eddig bármikor - azonban még így is csak az emberek néhány százaléka tud róla. Hazánkban néhány tucatnyian foglalkozhatnak vele.
Mivel az infravörös filmeknek az átalakított gépekkel szemben már nincs lényeges előnyük, hátrányuk viszont annál több, a kereslet irántuk drasztikusan visszaesett. 2008-ban a még mindig a legnépszerűbb nyersanyagnak számító Kodak HIE gyártását is beszüntették. Nem sokkal később az EIR is erre a sorsra jutott – annak ellenére, hogy nincs semmilyen, akár csak hasonló eredményt adó alternatívája, és digitálisan is csak nagyon korlátozottan és körülményesen utánozható.

## Infravörös film
Az átalakított digitális fényképezőgépek térhódítása miatt ma már nagyon kevesen használnak infravörös filmet, ezért a kínálat jelentősen beszűkült, és a gyártás sem mindig folyamatos.

### Kapható filmek
- Efke IR820: spektrális érzékenysége 820 nm-ig terjed. Megvilágítási érzékenysége szűrő nélkül, hívótól függően ISO100-200, 720 nm-es szűrővel azonban mindössze ISO3-6.[8] AURA változatából hiányzik a fényudvarmentesítő réteg, így a Kodak HIE-hez rendkívül hasonló képeket produkál.[9]
- Rollei IR 400: nagyon hasonló az Efke IR820-hoz, de megvilágítási érzékenysége szűrő nélkül ISO400,[10] 720 nm-es szűrővel ISO8.[11]
- Ilford SFX 200: ez a film 740 nm-ig terjedő spektrális érzékenységével éppen csak átnyúlik az infravörös tartományba. Megvilágítási érzékenysége kiváló, mélyvörös szűrővel is ISO200.[12] További előnye, hogy közönséges fekete-fehér filmként hívható, és nagy a tűrése.[13]

### Megszűnt filmek és azok helyettesítése
A szakirodalomban rendszeresen találkozunk velük, a boltok polcain azonban már sajnos nem.
- Kodak HIE (High Speed Infrared): hasonló eredményt ad az Efke IR820 AURA, de 950 helyett csak 820 nm-ig érzékeny, és ISO száma is csak feleakkora. Igazán jól digitálisan utánozható, az átalakított gépek minden szempontból messze felülmúlják a képességeit. A fényudvar és a szemcsézettség igény szerint szoftveresen utánozható.
- Kodak EIR (Ektachrome IR): filmmel nem helyettesíthető. Egy hagyományos és egy infravörös fényképből digitális úton összeállítható, vagy átalakított digitális fényképezőgéppel, sárga szűrővel és speciális feldolgozással hasonló, de viszonylag gyenge minőségű képet kaphatunk.
- Konica 750: hasonló eredményt ad az Ilford SFX 200.
- Maco IR820c/Maco IR820c AURA: azonos tulajdonságokkal rendelkezik az Efke IR820/Efke IR820 AURA.

### Általános tudnivalók
Az infravörös filmek rendszerint igen romlékonyak, tárolásuk hűtőszekrényben vagy fagyasztóban ajánlott. A fénytől különösen óvjuk, mivel a filmtekercs tokjának fekete filctömítése infravörösben átereszthet. A fényudvarmentesítő réteg nélküli filmeket sötétben kell behelyezni (legyünk óvatosak az erre szolgáló, fekete szövetből készült alkalmatosságokkal, anyaguk infravörösben átereszthet!), ugyanis a befűző szakaszba bejutó fény a film anyagában – egy üvegszálhoz hasonlóan – messzire eljuthat. Az infravörös filmek a látható fényre is érzékenyek, ezért használatukhoz elengedhetetlen az infraszűrő.

### Követelmények a fényképezőgéppel szemben
Elterjedt tévhit, hogy a műanyagházas fényképezőgépek általánosságban alkalmatlanok az infrafotózásra, mert anyaguk átereszti ezt a tartományt. Ilyen probléma gyakorlatilag csak a tömítéseknél jelentkezik, meglehetősen ritkán, és a gép házának anyagától függetlenül. A film széle felől kiinduló exponálódást szinte mindig az infrakapuval működő számláló okozza. A probléma a szócikk eredeti szerzőjének feltételezése szerint valószínűleg csak a – már nem kapható – Kodak HIE filmet érintette, mivel a legtöbb infravörös LED névleges hullámhossza 940 nm, melyre a többi film érzéketlen.

## Infrafotózás digitális fényképezőgéppel
A digitális fényképezőgépekben használt CCD, illetve CMOS szenzorok igen érzékenyek a közeli infravörös tartományra, egészen körülbelül 1 μm-es hullámhosszig, és ezt a tartományt a Bayer-szűrő mezői is áteresztik. Ez azonban lehetetlenné tenné a normális fényképezést, ezért a szenzor elé minden esetben beépítenek egy infratükröt, ami az infravörös fényt kirekeszti.

### Átalakítás nélkül

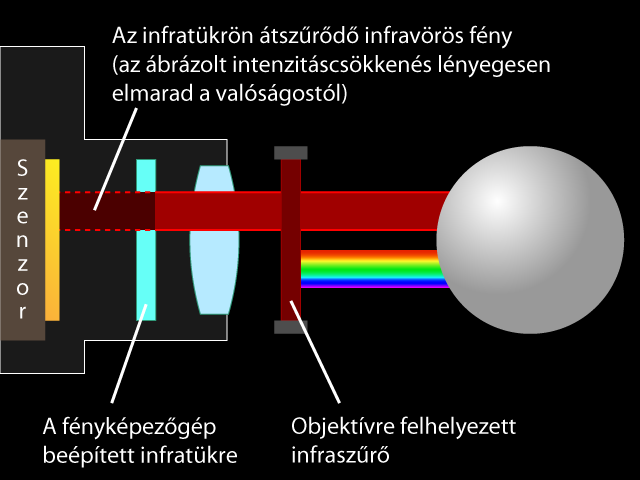
Infrafotózás átalakítatlan fényképezőgéppel

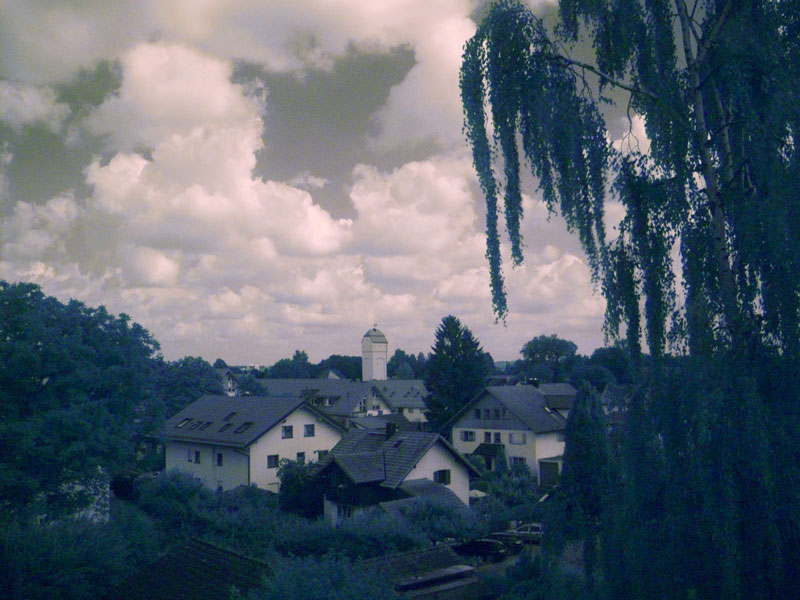
Átalakítatlan, hatékony infratükröt tartalmazó géppel és 720 nm-es szűrővel készített, infravörös jellemzőket gyakorlatilag nem mutató kép

Az infratükör azonban nem viselkedik tökéletes szűrőként, vagyis átenged egy kevés infravörös fényt is. Ez mennyiségében elenyésző a látható fényhez képest, de ha utóbbit egy (az infratükörnél hatékonyabb) infraszűrővel kirekesztjük, akkor kellően nagy érzékenység és hosszú expozíciós idők mellett értékelhető infravörös képet kaphatunk. Ez a módszer a régebbi, illetve igénytelenebb gépeknél működik jól, melyekben az infratükör kevésbé hatékony. Erről legegyszerűbben egy infravörös távirányítóval tudunk meggyőződni: fordítsuk a gép felé, mintha azt akarnánk vele kezelni, és tartsuk lenyomva valamelyik gombot. Ha eközben az LCD-n (illetve tükörreflexes gépnél egy elkattintott képen) látjuk a távirányító villódzó fényét, akkor a gép nagy valószínűséggel átalakítás nélkül is elfogadható infravörös képeket fog produkálni. Megjegyzendő, hogy ez semmiképp nem tekinthető pozitívumnak, amennyiben a géppel hagyományos fényképeket is szeretnénk készíteni, mert a beszivárgó infravörös fény a színhelyesség rovására megy (ennek szélsőséges, de tipikus példája az a régebbi webkameráknál és kamerás telefonoknál gyakran megfigyelhető jelenség, amikor a cigaretta parazsa erős kékesfehér fénnyel világít).
Az expozíciók hossza az infratükör hatékonysága, a fényviszonyok, az infraszűrő vágási hullámhossza, valamint a beállított érzékenység és rekesznyílás függvényében tág határok között változhat. Régi fényképezőgépeknél verőfényes időben nem szokatlan a negyed másodperc, míg az újabbak azonos fényviszonyok és beállítások mellett általában 20-40 másodperces, sőt, olykor több perces megvilágítási időket igényelnek. A módszer tehát kevés kivételtől eltekintve csak beállványzott géppel és mozdulatlan témával használható (a folyó víz vagy a szélben táncoló lombok bemozdulásai viszont még fokozhatják is a kép hangulatát). Tovább rontja a helyzetet, hogy mind a kereső, mind az autofókusz használhatatlan, így az élességet a szűrő felhelyezése előtt kell beállítanunk, vagy pedig végtelenre kell fókuszálnunk. Csakhogy az infravörös fény fókusza kissé eltérő, ezért vagy kikísérletezzük ennek mértékét és kézzel korrigáljuk, vagy a rekesznyílást kisebbre állítva kellőképp megvöveljük a mélységélességet – ami természetesen tovább csökkenti a bejutó fény mennyiségét. Általában nagy érzékenységgel kell dolgoznunk, ami fokozott képi zajjal jár, ez pedig a régebbi, illetve kompakt gépek esetében olyan mértékű lehet, ami már a képek élvezhetőségét veszélyezteti. Gyakori ezenkívül a kép közepén látható világos folt (ún. hot spot), melynek oka, hogy az infratükör a szenzorról visszaverődő fény nagy részét újfent visszatükrözi.
Bár sokaknak ez a technika jelenti magát az infrafotózást, a vázolt problémák, valamint a fényképezőgépek könnyű átalakíthatósága miatt inkább csak kezdeti kísérletezéshez ajánlható.

### Módosított fényképezőgépek

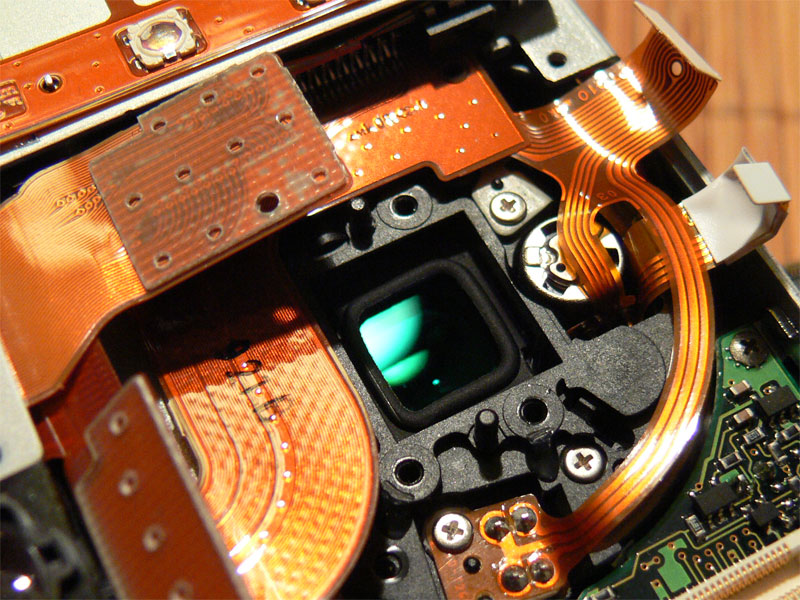
Canon Powershot G1 eltávolításra váró infratükre

Az infratükör a legtöbb esetben egy speciális bevonattal ellátott üveglap, ami a szenzor elé van felerősítve, és viszonylag egyszerűen eltávolítható. Ezzel az említett nehézségek megszűnnek: nincs szükség többé hosszú expozíciókra, valamint az elektronikus kereső is használhatóvá válik, pontosan azt mutatva, amit a gép rögzíteni fog. A kompakt, illetve a Live View üzemmódban lévő tükörreflexes gépeknél az autofókusz is tökéletesen működik, vagyis gyakorlatilag a normál fotózásnál megszokott szabadságot élvezhetjük. Ez a beavatkozás azonban némi szakértelmet és kézügyességet igényel; az egyik fő nehézség, hogy az eltávolított infratükör felborítja a gép optikai tulajdonságait, ezért egy hasonlóan vastag üvegdarabbal kell pótolni, aminek a beszerzése esetenként problémás lehet. Az átalakítással foglalkozó vállalkozások gyakran forgalmaznak megfelelő vastagságú, méretre vágott pótüvegeket, de ezek nem olcsók. Bevált módszer viszont a vastagabb üveg használata, és a szenzor távolságának alátétekkel történő megnövelése. Másik lehetőség a pótüveg összeragasztott tárgylemezekből való kialakítása, vagy az eredeti infratükör bevonatának óvatos lekoptatása. Utóbbi természetesen csak akkor lehetséges, ha az infratükör nincs összeragasztva a lágyító szűrővel. Kis szenzorméret esetén néhány tizedmilliméter pontatlanság nem okoz észrevehető problémát. Fix fókuszos gépeknél egyáltalán nincs szükség pótüvegre, elegendő az optikát beljebb csavarni – ezt viszont nem mindig könnyű megtenni, mivel a gyártók a véletlen elállítódást megelőzendő általában ragasztót kennek a csavarmenetre.
A tükörreflexes gépek lényege, hogy a keresőbe az objektíven át érkező képet vetítik. Ez a rendkívül előnyös tulajdonság azonban azt is jelenti, hogy felhelyezett infraszűrő mellett a keresőben számunkra láthatatlan infravörös kép jelenik meg. Ez elkerülhető, ha a megfelelő méretű és vastagságú infraszűrőt az infratükör helyére építjük be, mivel ez a keresőhöz tartozó felcsapható tükör mögött van. Sok infrafotós cég ilyeneket is forgalmaz. Fontos megjegyezni, hogy ezek nem sáv-, hanem aluláteresztő szűrők, vagyis ha a gépbe egy 720 nm-es példány van beépítve, attól a megfelelő szűrő felhelyezésével továbbra is tudunk pl. 850 nm-es képeket készíteni – csak a teljes spektrumú, hagyományos vagy ultraibolya képek világától leszünk elzárva. Amennyiben ez nem járható út, némiképp segítségünkre vannak a kifejezetten erre a célra gyártott, vakupapucsba csúsztatható átnézeti keresők. Az újabb tükörreflexes gépek pedig képesek a szenzor képét folyamatosan megjeleníteni az LCD-n (Live View), így ezeknél az optikai kereső nélkülözhető.
Egyes gépek infratükre össze van ragasztva a lágyító szűrővel, vagyis eltávolításuk csak együtt lehetséges. Utóbbi hiányában az éles, kontrasztos vonalak mentén, valamint bizonyos mintázatoknál oda nem illő színhatásokat (ún. moiré-minta) kapunk, melyek esetenként igen markánsak lehetnek. Ez természetesen csak a színes infra képeknél (lásd lejjebb) probléma, és mivel ezek a minták elütnek az ilyen képek „természetes” színvilágától, szoftveresen viszonylag könnyen el lehet őket tüntetni.
A weben számos útmutatót találunk a gépek átalakításához, és újabban már hazánkban is van olyan vállalkozó, aki végez ilyen módosítást (lásd a linkek között).
Egyes tükörreflexes gépekben (pl. Sigma SD10) az infratükör közvetlenül az objektívfoglalat mögött található, egy kivehető keretbe építve, amit a kézikönyv általában porvédőként említ. Ki- és beszereléséhez általában csavarhúzó, és mindenképp tiszta, pormentes munkaasztal szükséges.

### Infrafotózásra szánt speciális fényképezőgépek
A Fujifilm több népszerű bridge/tükörreflexes fényképezőgépéből gyártott infratükör nélküli változatot. Ilyen például a 2007-ben megjelent Finepix IS PRO. Sajnos azonban ezeket kizárólag tudományos vagy igazságügyi tevékenységgel foglalkozó intézmények számára forgalmazzák, és még ezekkel is aláíratnak egy nyilatkozatot, miszerint nem fogják „etikátlan célokra” használni. Az 1998-as hisztéria majdnem egy évtizeddel később is érezteti a hatását...
Megjegyzendő, hogy több gyártó forgalmaz csillagászati célokra szánt, "kiterjesztett vörös érzékenységű" gépeket, melyekben az infratükör a 656,25 nm-es H-alpha emissziót csak nagyon kis mértékben tompítja; ez az infravörös fényképezés szempontjából közömbös, sőt, olyan példa is ismeretes, ahol a kiterjesztett vörös gép gyengébben teljesít a hagyományos változatnál.
2011-ben a ThinkGeek piacra dobott egy Midnight Shot NV-1 elnevezésű, gyenge fényviszonyok között történő használatra szánt fényképezőgépet, melynek infratükre felcsapható, és saját infravörös fényforrással rendelkezik. Sajnos ez a gép a legkevésbé sem fotóművészeti célokra készült, tudását, paramétereit tekintve filléres „szappantartó”, fix fókuszos optikával. Sem beépített infraszűrővel, sem pedig szűrőfoglalattal nincs ellátva. Ára mindössze 150 dollár, vásárlói köre nincs korlátozva, azonban jelenleg csak Amerikába és Kanadába szállítják.

### Szoftveres képátalakítás
Léteznek szoftveres eljárások, melyekkel hagyományos képeket lehet látszólag infravörössé alakítani, de az eredmény még a legjobb esetben is csak hasonlít arra, amit egy valódi infravörös képen látnánk. Ezek mind úgy működnek, hogy a kép fekete-fehérré alakítása közben a kék árnyalatokat besötétítik, míg a zöldeket kivilágosítják, feltételezvén, hogy azok égboltot vagy vizet, illetve növényeket alkotnak. Érdekes képeket produkálhatnak, de az infravörös világgal való ismerkedéshez teljességgel alkalmatlanok.

## Szűrők

720, 850 és 950 nm-es szűrők összehasonlítása

Az infraszűrők fontos jellemzője, hogy mely hullámhossztól kezdve eresztik át a fényt. Ez az érték rendszerint 720 és 950 nm között változik, és lényegesen befolyásolja a kép jellemzőit.
A digitális fényképezőgépek szenzora a vöröshöz közeli tartományokat - megfelelően beállított fehéregyensúly mellett - barnásvörösnek érzékeli, ami a hullámhossz növekedésével fehérbe, majd közvetlenül ezután türkizbe fordul. Az alacsony vágási hullámhosszú (tipikusan 720 nm-es) infraszűrőkkel készült képek ennek megfelelően dikromatikusak. A vágási hullámhossz növelésével a vörös árnyalatok tompulnak, majd -szenzortól függően- körülbelül 750 nm körül eltűnnek, csak a türkiz marad. E ponton túl a fehéregyensúly ismételt mérésével vagy automatára állításával tökéletesen fekete-fehér képet kapunk, ami viszont egyre markánsabb infravörös jellemzőket mutat, miközben a képalkotáshoz rendelkezésre álló fény mennyisége csökken.
Az ismertebb infraszűrők közül 720 nm-es a Hoya R72 és a Wratten W89B, 800 nm-es a Wratten W87, 850 nm-es a Wratten W87C és a B+W 093.
A márkás infraszűrők a hazai viszonyokhoz képest viszonylag drágák, különösen akkor, ha az ember még csak ismerkedni szeretne a témával. Webes üzletekben azonban sokkal kedvezőbb árú példányokhoz is hozzájuthatunk, melyek nem feltétlenül rossz minőségűek. Egy pótüvegként közönséges ablaküveget tartalmazó fényképezőgéphez teljesen értelmetlen precíziós csiszolású szűrőt venni. A tükröződésgátló bevonat esetleges hiánya sem valószínű, hogy különösebben fel fog tűnni, mivel rendszerint a fényképezőgép saját lencséinek a bevonata is hatástalan ebben a tartományban. Az olcsóbb szűrők másik lehetséges hibája, hogy vágási görbéjük kevésbé meredek lehet, ami azt jelenti, hogy a vágási hullámhossz alatt kissé szélesebb sávban ereszthetnek át. Ennek kis vágási hullámhosszú (720 nm körüli) szűrőknél lehet észrevehető hatása; átalakított fényképezőgépeknél a kép kissé színesebb lehet, ami nem is feltétlenül probléma. Átalakítatlan gépeknél azonban a mélyvörös fény akár túlsúlyba is kerülhet az infratükrön átszivárgó kevés infravörös fénnyel szemben.

### Rögtönzött infraszűrők
Az exponálatlanul előhívott diafilm elég jó infraszűrőként viselkedik, 820 nm körüli vágási hullámhosszal. Optikailag nem mondható tökéletesnek, de olcsó, vékony és könnyen vágható, így vakuszűrőnek (amit az erős villanások gyorsan tönkretesznek) ideális. Nagy sűrűségű vörös és kék színszűrők egymás elé helyezésével is rögtönözhetünk infraszűrőt, akárcsak két polárszűrő keresztbe fordításával (lásd lejjebb). 	Természetesen e módszerek egyikétől sem várhatunk tökéletes eredményt.

### Polárszűrők
A polárszűrők a 720 nm-es infraszűrők vöröses egét még be tudják sötétíteni, de a nagyobb hullámhosszokon már hatástalanok. Ennek köszönhetően két, egymáshoz képest derékszögbe fordított polárszűrő tulajdonképpen (tökéletlen) infraszűrőként viselkedik. Ha a szűrők nincsenek pontosan keresztben, akkor valamennyi látható fény is átjut, halványan színezett képeket eredményezve. A keveredés mértéke a szög változtatásával tág határok között szabályozható.

### Külső infratükrök
A szűrőként felhelyezhető külső infratükrökkel az átalakított gépek ismét alkalmassá tehetők a hagyományos fényképezésre. Így például – állvány segítségével – ugyanazt a képet mind infravörösben, mind pedig látható fényben elkészíthetjük, amivel igen érdekes hatásokat lehet elérni.
Azt azonban ne várjuk, hogy ugyanolyan képeket fogunk kapni, mint az átalakítás előtt: a fehéregyensúly szinte biztosan korrekcióra szorul, és még ezután is adódhatnak kisebb színeltérések. Mindezt viszonylag könnyen és minőségromlás nélkül orvosolhatjuk, ha a képeket RAW üzemmódban készítjük. Gyakori hiba ezenkívül a kép közepén jelentkező vöröses elszíneződés, melynek oka – a szócikk eredeti szerzőjének megállapítása szerint – az infratükör vágási hullámhosszához közel eső, ezáltal részben áteresztett, részben visszavert tartományok oda-vissza tükröződése a lencse és az infratükör között.

### ND-szűrők
Alkalmazásuk megegyezik a normál fényképezésnél megszokottal, arra azonban ügyelni kell, hogy egyes (általában gyengébb minőségű) példányok infravörösben lényegesen rosszabbul teljesítenek, sőt, akár hatástalanok is lehetnek.
Erős ND-szűrőt használva átalakított géppel, normál fényviszonyok mellett is készíthetünk hosszú expozíciós képeket, amennyiben a szélben táncoló lombok vagy a hullámzó, lezúduló víz bemozdulásait esztétikailag kívánatosnak tartjuk. Ezt a hatást egyébként infraszűrő és infratükör egyidejű használatával is elérhetjük, bár ez optikailag kevésbé ideális megoldás.

### Egyéb színszűrők
Átalakított fényképezőgépekhez olyan szűrőket is használhatunk, melyek több-kevesebb látható fényt is átengednek. A 680 nm körüli szűrők már átnyúlnak a vörös legmélyebb, éppen csak látható árnyalataiba, erősebb színhatások mellett gyengébb infravörös jelleget adva a képeknek. Szürkületkor rendkívül hasznosak, egyrészt mivel több fényt engednek át, másrészt pedig kellemes, kiegyensúlyozott színeket adhatnak akkor is, amikor 720 nm-es szűrővel már mindent a türkiz szín ural. Mindez fokozottan igaz a 660 nm-es szűrőkre, melyeket általában drága különlegességként, „enhanced color infrared” fantázianéven forgalmaznak, pedig közönséges, fekete-fehér fotózáshoz való mélyvörös színszűrőkről van szó. Fontos megjegyezni, hogy az infravörös fény számunkra érdekes tartományának áteresztése nem különleges tulajdonság, valamennyi (hagyományos) színszűrőre jellemző, legyen az zöld, kék, sárga, vagy akár vörös. Ilyen szűrők használatakor az áteresztett látható fény hozzáadódik az infravöröshöz, érdekes színhatásokat eredményezve. A keveredés aránya itt is a szenzor függvénye.
Elméletileg az infravörös és a látható fény szétválasztására is lehetőség van: ha a vörös, zöld vagy kék fény valamelyikét a szűrő teljesen kirekeszti, vagyis a szóban forgó csatornán csak az infravörös fény jelenik meg, úgy azt – a kép megfelelő kidolgozása mellett – kivonhatjuk a többi csatornából. Ezt a módszert sárga szűrővel használva lehetőség van a már nem kapható Kodak EIR film utánzására. A szétválasztás azonban a csatornák eltérő infraérzékenysége miatt semmiképp nem mondható pontosnak, és az eljárás természetéből adódóan erősen csökkent dinamikatartománnyal, felerősödött képi zajjal, valamint sok esetben egyéb képhibákkal is számolni kell, így a módszer fotóművészeti haszna legalábbis megkérdőjelezhető. Mindenesetre a szócikk eredeti szerzője több kedvezőtlen körülmény ellenére is a Kodak EIR filmhez rendkívül hasonló képeket tudott készíteni.

### A szűrők rögzítése
A kompakt gépeknél problémát jelent, hogy rendszerint nincs rajtuk szűrőfoglalat, de sok típushoz forgalmaznak ennek pótlására szolgáló kiegészítőket. Amennyiben gépünkhöz mégsem tudunk ilyet beszerezni, egy olcsó szűrő (elöl is menetes) foglalatából és egy objektívsapkából, illetve önrejtő objektívvel szerelt gépnél egy megfelelő hosszúságú, az objektív elé például gumiszalaggal felfogatható fekete csődarabból magunk is könnyedén elkészíthetjük.

### Tévhitek, legendák
Egyes forgalmazók (elsősorban azok, akik a szűrőket alig burkoltan illegitim célokra árulják, rendszerint a normál ár többszöröséért, lásd lejjebb) arra figyelmeztetnek, hogy az olcsóbb infraszűrők használata károsíthatja a fényképezőgépet, ennek azonban nincs semmiféle valóságalapja.

## Infravörös fényforrások
A tűz és az izzólámpák valósággal ontják magukból a közeli infravörös fényt. A xenonlámpák (ide tartozik a vaku is) fénye ebben a tartományban hasonlóan erős, mint látható fényben. A Nap fénye, ahogy a légkörön keresztül hozzánk elér, kismértékben halványabb (a világűrben az eltérés lényegesen nagyobb). A nagynyomású nátriumgőzlámpák gyengén, a kisnyomású nátriumgőz- és a higanygőzlámpák, a fénycsövek, valamint a látható fényű LED-ek pedig nem, vagy csak alig bocsátanak ki infravörös fényt.

## A képek feldolgozása

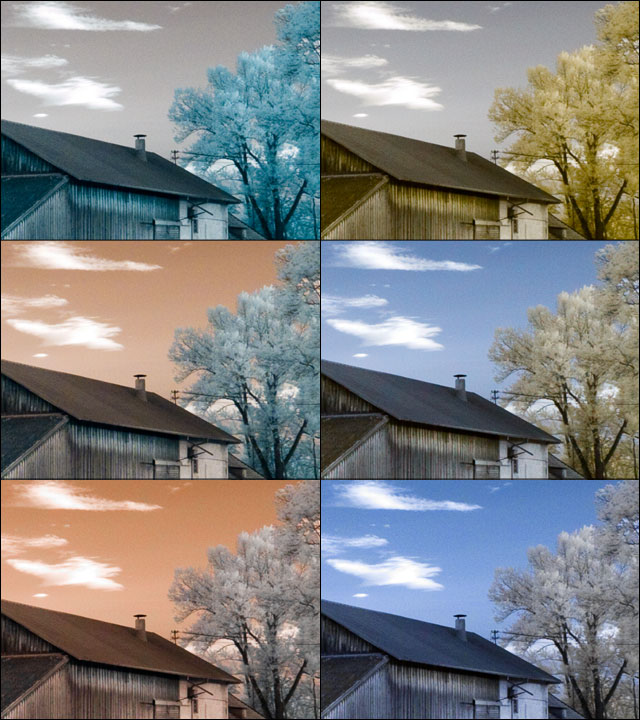
A fehéregyensúly és a csatornacsere hatása

Az infravörös fotók a fényképezőgép automata vagy gyári fehéregyensúly-értékei mellett vörös vagy lila színben úsznak. A komolyabb gépeken lehetőség van ennek lemérésére vagy manuális beállítására, ezáltal utófeldolgozás nélkül is elfogadható képeket kaphatunk. Ettől függetlenül, ha fényképezőgépünk lehetővé teszi, mindenképp ajánlott a képeket digitális negatívként tárolni (RAW), különösen akkor, ha színes infra képeket készítünk. Ezeknél ugyanis minőségromlás nélkül módosíthatjuk utólagosan a fehéregyensúlyt, korrigálhatjuk a gép beépített képfeldolgozó szoftverének az infravörös képek eltérő jellegéből adódó tévedéseit, ezenkívül az esetleges expozíciós hibák is sokkal nagyobb mértékben korrigálhatóak, mint a JPEG formátumnál.
Színes infra képeknél nincs helyes fehéregyensúly: bizonyos határok között többféle variációval is tetszetős eredményt kaphatunk. Ha például a tiszta égboltot állítjuk semlegesre (szürkére), akkor a fák türkizkékben pompáznak, míg ha utóbbiakat állítjuk be fehérnek, akkor az égbolt kap erőteljes vörösesbarna árnyalatot. A legtöbb esetben valamilyen köztes beállítás adja a legkellemesebb eredményt, de ezt a kép hangulata határozza meg. A piros és a kék csatorna felcserélésével a barnásvörös árnyalatok kékre, míg a türkizek sárgásra változnak, ami egyes képeknél tetszetős eredményt ad.
Az egyszerűbb kompakt gépeken csak néhány előre beállított fehéregyensúly közül választhatunk, és ezek mindegyike az ominózus vörös vagy lila képet adja. Az automata fehéregyensúly segítségünkre lehet, bár sok esetben túlzottan be van korlátozva ahhoz, hogy ekkora színeltéréseket korrigáljon, illetve bizonyos gépeknél mindössze annyi a funkciója, hogy a gyári beállítások közül választ. Ezeket a képeket egyszerűen fekete-fehérré alakíthatjuk, de mivel a vörös csatorna általában túlexponált, miközben a zöld és a kék sötétebb a kelleténél, a legjobb eredményt úgy kapjuk, ha enyhén túlexponálunk, és a zöld csatorna tartalmát használjuk. Ez ugyanis a teljes felbontás felét hordozza, míg a vörös és a kék csatornák csak a negyedét. A színes infra képek fehéregyensúlyát megpróbálhatjuk utólag korrigálni, de a nem megfelelő paraméterekkel feldolgozott, és az erősen veszteségesnek számító JPEG formátumban tárolt képek ilyen mértékű módosítása a zaj drasztikus felerősödéséhez vezethet, így sokszor a fekete-fehérré alakítás az egyetlen járható út.

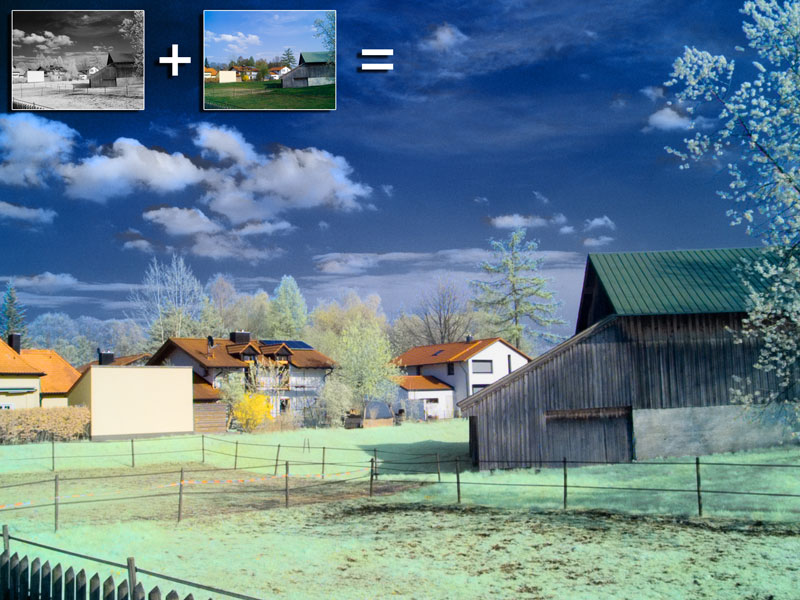
Színezett infravörös kép

Érdekes, és sokszor kifejezetten kellemes hatást érhetünk el, ha a témát – beállványozott géppel – mind infravörösben, mind pedig látható fényben megörökítjük, és az infra képre ráültetjük a hagyományos felvétel színeit. De akár a 720 vagy 680 nm-es képek bizarr színhatásait is ötvözhetjük a mélyebb tartományok erősebb kontrasztjával. Az ilyen fotók a téma és a gép kismértékű bemozdulásai, valamint optikai okok miatt általában enyhén szellemképesek, amit a színezéshez használt kép finom elmosásával csökkenthetünk.

## Jellemző problémák
- A fényképezőgépek automatikája nincs felkészítve az infravörös képeken tapasztalható kontrasztviszonyokra. Ha például a képkocka nagy részét a sötét égbolt tölti ki, akkor az automatika minden bizonnyal túl fog exponálni. A megvilágítás relatív korrekciójára (exposure compensation) általában még a legegyszeűbb point-and-shoot gépeken is van lehetőség. Amennyiben ez nem elegendő, manuális üzemmódban kell dolgoznunk.
- A lencsék tükröződésgátló bevonata az infravörös tartományban rendszerint nem, vagy csak korlátozott mértékben funkcionál, ami erőteljes csillanásokat eredményezhet.
- A LED-es autofókusz-segédlámpa nem bocsát ki infravörös fényt, így infraszűrő alkalmazása mellett a funkcióját nem tudja ellátni.
- A szócikk eredeti szerzője a Canon Powershot G1 esetében azt tapasztalta, hogy az érzékenység növelésével a színes infra képek árnyalata észrevehetően a türkiz irányába tolódik. A jelenség oka egyelőre nem tisztázott, de valószínűsíthető, hogy a szenzor nagyobb hullámhosszokra való érzékenységének aránytalan mértékű változása okozza. Ilyen esetben az egyetlen megoldás, hogy RAW módban fényképezünk, és kedvenc fehéregyensúly-beállításainkat valamennyi ISO értékkel külön lemérjük.

## Átlátszó ruhák?
Népszerű, de szerencsére csak minimális valóságalappal bíró tévhit, hogy infravörösben át lehet látni a ruhákon. A ruhaszövet ebben a tartományban hasonlóan viselkedik, mint látható fényben – ami átlátszó lehet, az a színezőanyag. Ez a legtöbb esetben annyit eredményez, hogy a sötét színű ruhadarabok világosnak tűnnek, megmutatván észrevétlen foltjaikat, szennyeződéseiket. Kivételt csak egyes műszálas anyagok képeznek, melyek alapanyaga önmagában átlátszó, és így fedőképességét teljes egészében a festékanyagnak köszönheti. Az ilyen ruhákon halványan és homályosan átüthet a fehérnemű, vagy ennek hiányában a fanszőrzet kontúrja, de ezt erős túlzás lenne átlátszóságnak nevezni.
A szenzációhajhász média, no meg az infraszűrőket „röntgenszűrő” néven és sokszoros áron kínáló online kereskedők által emlegetett infravörös kukkolás tehát nem létezik, de tény, hogy fényképezőgépünkkel így is belegázolhatunk mások intim szférájába. Erre oda kell figyelni, amikor vékonyan öltözött embereket fotózunk. Vastagabb ruházatnál (pulóver, kabát) nem kell áttetszőségtől tartani. A ruhák fedőképességének viselőjük általi vizsgálatához rendkívül hasznos az előre fordítható LCD képernyő.
A laikusokat sokszor – emberileg érthető módon – megdöbbenti és felháborítja, hogy egyesek ilyen fényképezőgéppel járnak-kelnek az utcán. Tudni kell azonban, hogy ezt a problémát nem lehet az infrafotózás számlájára írni, hiszen a biztonsági kamerák gyenge fényviszonyok mellett (sőt, a fekete-fehér típusok valamennyire nappali fényben is) szintén ebben a tartományban érzékelnek, vagyis lényegében ugyanazt látják, amit a módosított fényképezőgépek. Ezenkívül bizonyos ruháknál akár egy közönséges fényképezőgép közönséges vakujának koncentrált és a lencsével majdnem azonos szögből érkező fénye is előhozhatja a fehérnemű kontúrját.

## Érdekességek
- A műszálas ruhák áttetszőségére már az infravörös filmekkel kapcsolatban is rájöttek, és ugyanúgy eltúlozták, mint manapság. Erre utal, hogy az urbanlegends.hu néhány „vad szovjet városi legenda” között említ egy olyan szóbeszédet, miszerint „egy bizonyos vörös” filmet használva „le lehet vetkőztetni” az embereket.
- Azok, akik a ruhák vélt áttetszőségét tekintik az infravörös fényképezés legfontosabb jellemzőjének, angolul gyakran használják rá az X-ray (röntgen) szót, úgymint X-ray effect, X-ray camera, X-ray filter. A kettőnek a valóságban természetesen semmi köze egymáshoz, a látható fényhez viszonyítva a röntgensugárzás pont ellenkező irányban, az UV tartományon túl helyezkedik el.
- A Marson rendszeresen készültek és készülnek közeli infravörös képek. A Viking leszállóegységek mechanikus képletapogatóiban a tizenkét fotodiódából három a közeli infravörös tartományban érzékelt, különböző, de egymást részben átfedő sávokban.[19] A Mars Pathfinder leszállóegység, valamint a MER és a Curiosity marsjárók egyik kamerapárja szűrőmátrix nélküli (fekete-fehér) CCD-t tartalmaz, előttük pedig egy-egy nyolc különféle szűrőt tartalmazó forgatható tárcsa található. A szűrők egy része az infravörös képalkotást szolgálja, de a fotós célokra használatos infraszűrőkkel ellentétben ezek többsége nagyon keskeny, tipikusan mindössze 20 nm-es tartományban ereszt át.[20] Ennek köszönhetően a talaj és a sziklák fényvisszaverő képessége több sávban vizsgálható, amiből következtetni lehet az összetételükre. A vörös bolygó egyébként nem túl látványos infravörösben, a felső légkörben található nagy mennyiségű por miatt az égbolt sem sötétebb a megszokottnál. Ez tudományos szempontból is sajnálatosnak mondható, mivel a ritkán összeálló, rendkívül halvány, legsűrűbb állapotukban is alig kivehető marsi felhőket sötét égbolt mellett lényegesen könnyebben lehetne észlelni és tanulmányozni.
- A Vénusz átlagos felszíni hőmérséklete 460 °C, így a közeli infravörös tartományban minden bizonnyal fényesen izzik. Egy infravörösben is érzékelő leszállóegység éjszaka hihetetlenül szürreális tájképeket tudna készíteni. Sajnos erre a valóságban aligha fog sor kerülni: az infraképeket pont az izzás miatt nem lehetne spektrometriai célokra felhasználni, így tudományos cél hiányában biztosan nem fognak erre alkalmas képalkotó egységgel felszerelt szondát indítani. A Vénuszon uralkodó extrém körülmények miatt a szovjet Venyera-szondák talajra irányított, egészen kis látószögű, nem mozgatható képletapogatói is szép teljesítménynek számítanak. Ráadásul ha még indulna is ilyen szonda, az sem érné meg, hogy beesteledjen: a szovjet leszállóegységek mindössze néhány óráig voltak képesek elviselni a rendkívüli hőséget és nyomást; mai technikával talán több hetet is el lehetne érni, azonban ez is kevés lenne, ugyanis a bolygó rendkívül lassú forgása miatt egy vénuszi nap nem kevesebb, mint 583 földi napig tart.

## Külső hivatkozások
- A Greenfoto cikke Archiválva 2010. január 9-i dátummal a Wayback Machine-ben
- Infravörös fényképezés DSLR géppel (információ és útmutató az átalakításhoz) Archiválva 2010. január 21-i dátummal a Wayback Machine-ben
- Tóth László weboldala (átalakítás)
- LifePixel (útmutatók, átalakítás, beépíthető szűrők forgalmazása)